# Italia alla VI Universiade
L'Italia ha partecipato alla VI Universiade, tenutasi a Torino nel 1970, conquistando un totale di quattordici medaglie.

## Medagliere per discipline
| Sport            | Oro | Argento | Bronzo | Totale |
| ---------------- | --- | ------- | ------ | ------ |
| Tuffi            | 2   | 0       | 0      | 2      |
| Atletica leggera | 1   | 1       | 4      | 6      |
| Pallavolo        | 1   | 0       | 0      | 1      |
| Scherma          | 0   | 2       | 1      | 3      |
| Pallanuoto       | 0   | 1       | 0      | 0      |
| Tennis           | 0   | 0       | 1      | 1      |
| Totale           | 4   | 4       | 6      | 14     |

### Dettaglio
| Sport            | Oro                               | Argento                        | Bronzo                       |
| ---------------- | --------------------------------- | ------------------------------ | ---------------------------- |
| Tuffi            | Klaus Dibiasi (trampolino)        |                                |                              |
| Tuffi            | Klaus Dibiasi (piattaforma)       |                                |                              |
|                  |                                   |                                |                              |
| Atletica leggera | Franco Arese (1500 m)             | Erminio Azzaro (salto in alto) | Gianni Del Buono (1500 m)    |
| Atletica leggera |                                   | Giuseppe Cindolo (5000 m)      |                              |
| Atletica leggera | Sergio Liani (100 m hs)           |                                |                              |
| Atletica leggera | Silvano Simeon (lancio del disco) |                                |                              |
|                  |                                   |                                |                              |
| Pallavolo        | Nazionale maschile                |                                |                              |
|                  |                                   |                                |                              |
| Scherma          |                                   | Nicola Granieri (spada)        | Squadra di sciabola maschile |
| Scherma          | Michele Maffei (sciabola)         |                                |                              |
|                  |                                   |                                |                              |
| Pallanuoto       |                                   | Nazionale maschile             |                              |
|                  |                                   |                                |                              |
| Tennis           |                                   |                                | Franco Bartoni (singolare)   |